# Čitose (město)
Čitose (japonsky 千歳市) je město v prefektuře Hokkaidó v Japonsku. K roku 2019 v něm žilo přes 97 tisíc obyvatel.

## Poloha a doprava
Čitose leží v podprefektuře Išikari ve vnitrozemí na jihozápadě ostrova Hokkaidó na jihovýchod od Sappora, nejlidnatějšího města ostrova. Západní část území města u jezera Šikocu je součástí národního parku Šikocu-Tója.
Přibližně pět kilometrů jihovýchodně od města leží Nové letiště Čitose, nejdůležitější letiště ostrova.

## Rodáci
- Kendži Širatori (* 1975), spisovatel a básník
- Čijotaikai Rjúdži (* 1976), zápasník sumó
- Masako Hozumiová (* 1986), rychlobruslařka